# Сапоговская
Сапоговская — деревня в составе Опаринского района Кировской области. 

## География
Находится на расстоянии примерно 54 километра по прямой на юг-юго-запад от районного центра поселка Опарино.

## История
Деревня известна с 1859 года, когда в ней было учтено дворов 8 и жителей 68, в 1926 34 и 193, в 1950 32 и 113, в 1989 году 18 жителей. До 2021 года входила в Стрельское сельское поселение Опаринского района, ныне непосредственно в составе Опаринского района.

## Население
Постоянное население  составляло 4 человек (русские 100%) в 2002 году, 39 в 2010.